# Epiclines gayi
Epiclines gayi is een keversoort uit de familie mierkevers (Cleridae). De wetenschappelijke naam van de soort is voor het eerst geldig gepubliceerd in 1838 door Chevrolat.